# Tinopai
Tinopai est une localité de Komiti Bay située sur la péninsule Hukatere dans le port de Kaipara (en) dans la région du Nord en Nouvelle-Zélande.
Sa population était de 210 habitants en 2018, la plupart étant des retraités.

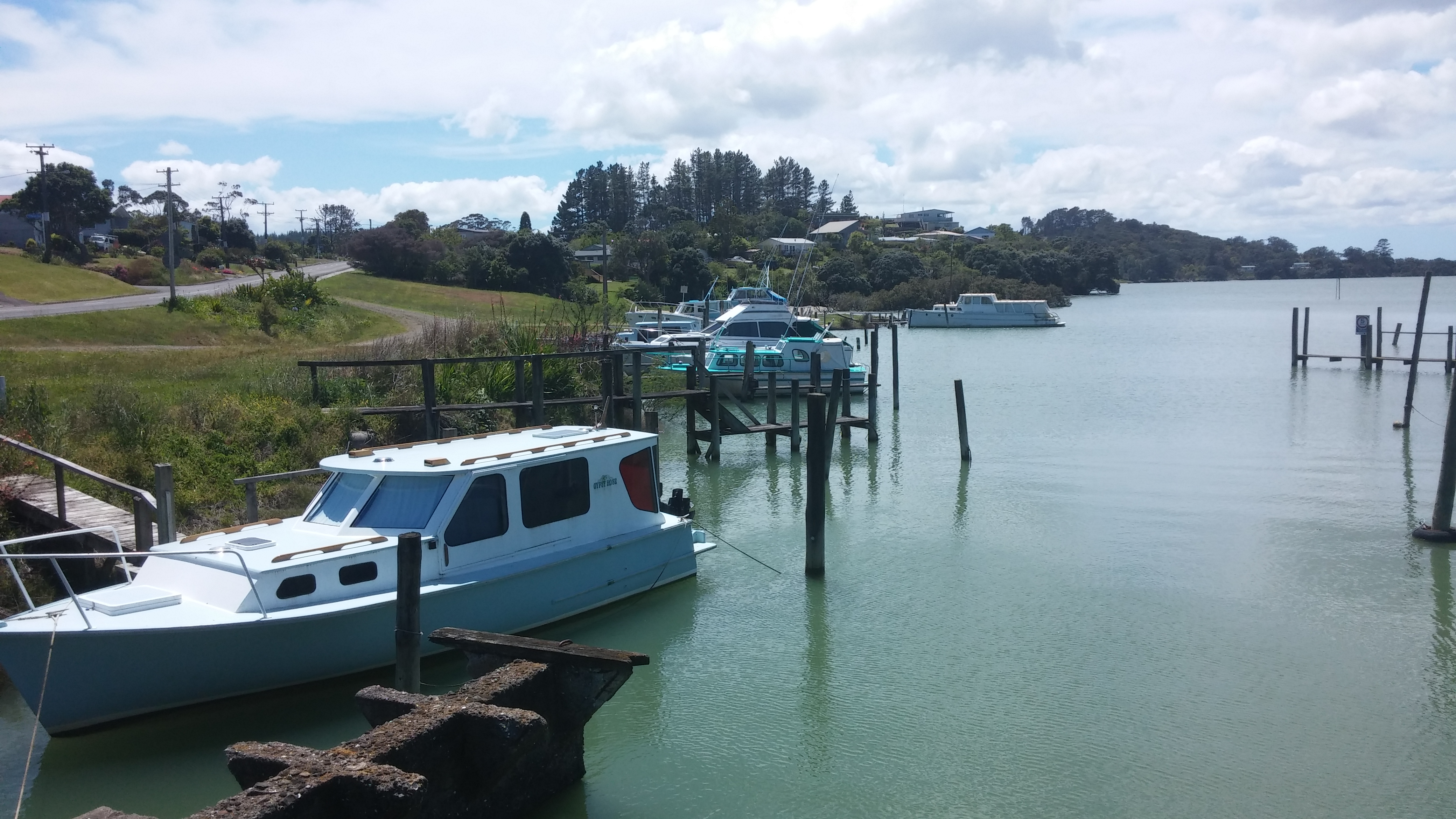
Marina à Tinopai
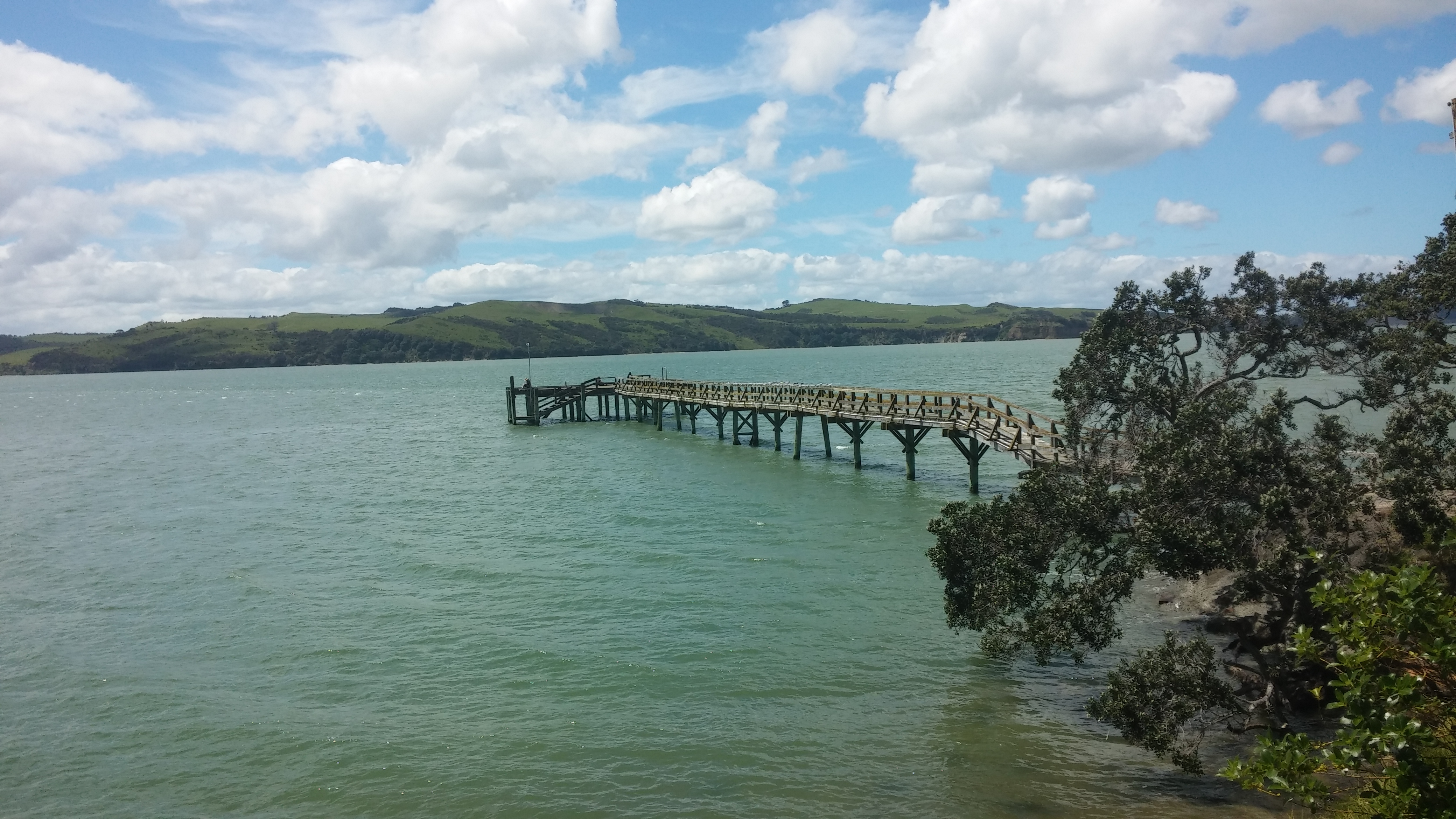